# Myagdi (district)

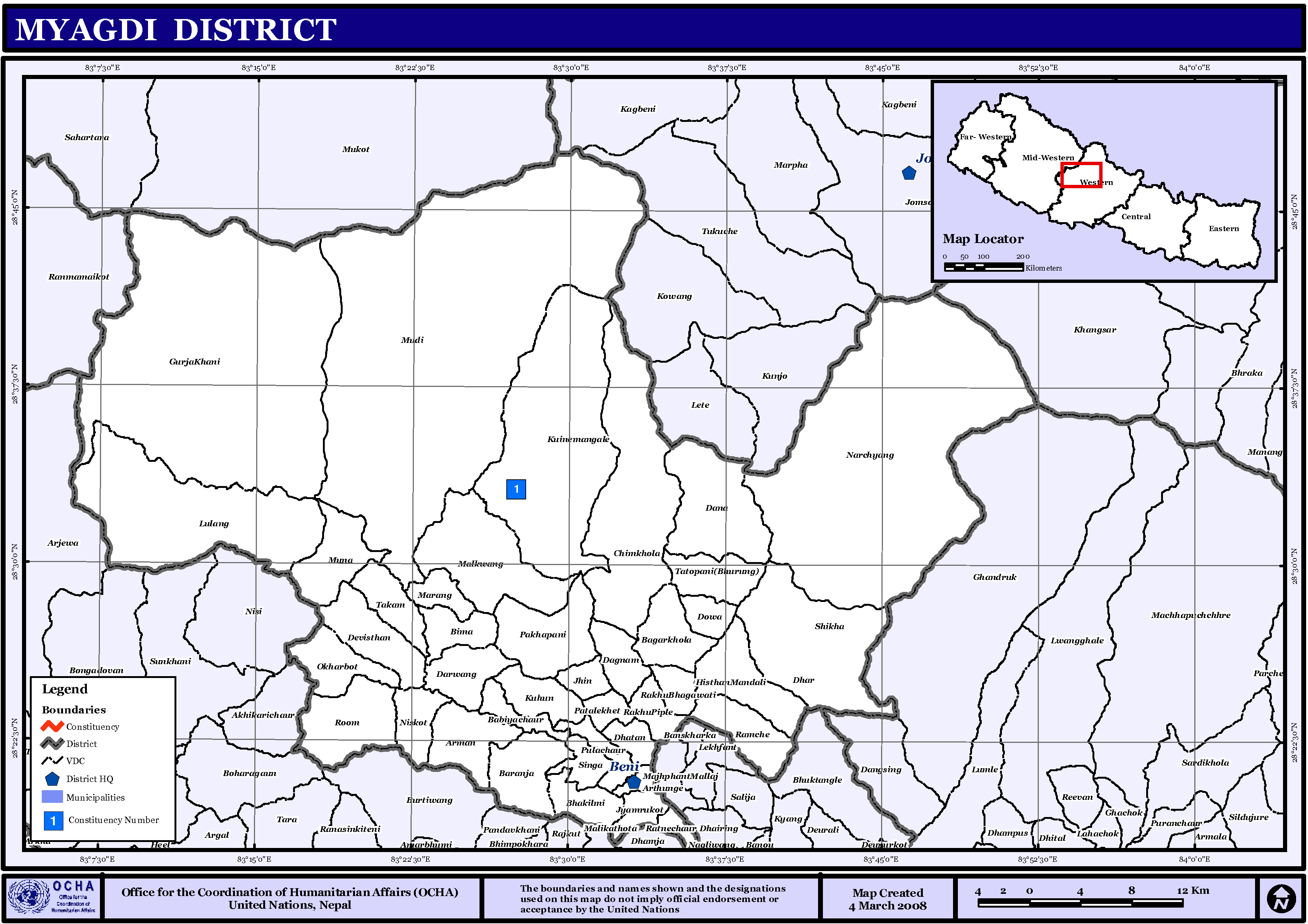
Kaart van Myagdi

Myagdi (Nepalees: म्याग्दि) is een van de 75 districten van Nepal. Het is gelegen in de zone Dhawalagiri en de hoofdplaats is Arthunge, vroeger Beni genaamd.

## Stedenendorpscommissies[2][3]
- Stad: Nepalees: nagarpalika of N.P.; Engels: municipality;
- Dorpscommissie: Nepalees: panchayat; Engels: village development committee of VDC.

- Steden (0): geen.
- Dorpscommissies (41): Arman, Arthunge (vroeger: Beni), Babiyachaur, Bagarkhola (of: Begkhola), Baranja, Bhakilmi (of: Bhakimli), Bima (of: Bim), Chimkhola, Dagnam, Dana, Darwang (of: Darbang), Devisthan, Dhar (of: Ghara of Ghar), Dhatan (of: Ghatan), Dowa, Gurja Khani (of: Gurja), Histhan Mandali (of: Histan), Jhin, Jyamrukot, Kuhun, Kuinemangale, Lulang, Malkwang (of: Bhalkbang), Marang, Mudi, Muna, Narchyang, Niskot, Okharbot, Pakhapani, Patlekhet, Pulachaur, Rakhu Bhagawati (of Bhagawati), Rakhupipple (of: Piple), Ramche, Ratnechaur, Room (of: Rum), Shikha, Singa, Takam, Tatopani (of: Bhurung Tatopani).

Achham · 
Arghakhanchi · 
Baglung · 
Baitadi · 
Bajhang · 
Bajura · 
Banke · 
Bara · 
Bardiya · 
Bhaktapur · 
Bhojpur · 
Chitwan · 
Dadeldhura · 
Dailekh · 
Dang · 
Darchula · 
Dhading · 
Dhankuta · 
Dhanusa · 
Dolkha · 
Dolpa · 
Doti · 
Gorkha · 
Gulmi · 
Humla · 
Ilam · 
Jajarkot · 
Jhapa · 
Jumla · 
Kailali · 
Kalikot · 
Kanchanpur · 
Kapilvastu · 
Kaski · 
Kathmandu · 
Kavrepalanchok · 
Khotang · 
Lalitpur · 
Lamjung · 
Mahottari · 
Makwanpur · 
Manang · 
Morang · 
Mugu · 
Mustang · 
Myagdi · 
Nawalparasi · 
Nuwakot · 
Okhaldhunga · 
Palpa · 
Panchthar · 
Parbat · 
Parsa · 
Pyuthan · 
Ramechhap · 
Rasuwa · 
Rautahat · 
Rolpa · 
Rukum · 
Rupandehi · 
Salyan · 
Sankhuwasabha · 
Saptari · 
Sarlahi · 
Sindhuli · 
Sindhulpalchok · 
Siraha · 
Solukhumbu · 
Sunsari · 
Surkhet · 
Syangja · 
Tanahu · 
Taplejung · 
Terhathum · 
Udayapur